# Водяно-Михайловка
Водяно-Михайловка (укр. Водяно-Михайлівка) — село в Кетрисановской сельской общине Кропивницкого района Кировоградской области Украины.
До 2020 года входило в Бобринецкий район
Население по переписи 2001 года составляло 8 человек. Почтовый индекс — 27251. Телефонный код — 5257. Занимает площадь 0,42 км². Код КОАТУУ — 3520885602.